# Rossino
Rossino (Russì in dialetto bergamasco, Rossen in dialetto lecchese) è una frazione del comune di Calolziocorte ubicata in zona collinare sopra la città. Possiede due chiese ed un museo facente parte del circuito nazionale dei musei della diocesi bergamasca, tuttavia emerge per rilevanza e popolarità il castello medioevale. La concentrazione degli edifici religiosi e politici su una minima parte del territorio è indizio della passata residenza del potere che controllava la zona sottostante di Calolziocorte e della Val San Martino, punto strategico per tutto il territorio nord-lombardo. Nel paese è presente la parte vecchia denominata Rossino Sotto ed è formata da case vecchie e un labirinto di vicoli. La località fu annessa a Calolziocorte nel 1928.

## Storia
Rossino fu sempre legata al territorio bergamasco, infatti già lo statuto di Bergamo del 1331 legava il territorio alla facta di Porta Sant’Alessandro, in particolare era parte della Valle San Martino, dove era già inclusa nel 1435, come si può leggere dagli statuti della Val San Martino. Il comune , durante il dominio della Repubblica di Venezia fu retto da un console e da due sindaci, eletti dal consiglio generale; la popolazione era contenuta infatti nel XVI secolo contava 265 abitanti e alla fine del XVIII secolo ne contava solo 390. Con l'arrivo dei francesi il comune di Rossino fu allocato nel dipartimento del Serio nel distretto della Sonna con capoluogo Caprino. Nel maggio del 1801 la Repubblica Cisalpina sottopose Rossino al distretto I di Bergamo del dipartimento del Serio. Nel 1802 fu aggregato a Carenno e Erve localizzato nel distretto X di Pontida, il 24 maggio 1804 Rossino tornò comune. Nel 1853 la popolazione era ormai raddoppiata a 544 abitanti. Alla costituzione nel 1861 del Regno d’Italia, il comune aveva una popolazione residente di 508 abitanti, veniva amministrato da un sindaco, da una giunta e da un consiglio ed era parte della provincia di Bergamo. Nel 1921 la popolazione arrivò a 734 abitanti e a partire dal 1926 fu amministrato da un podestà. Nel 1928 il comune di Rossino fu aggregato al comune di Calolziocorte.

## Monumenti e luoghi d'interesse

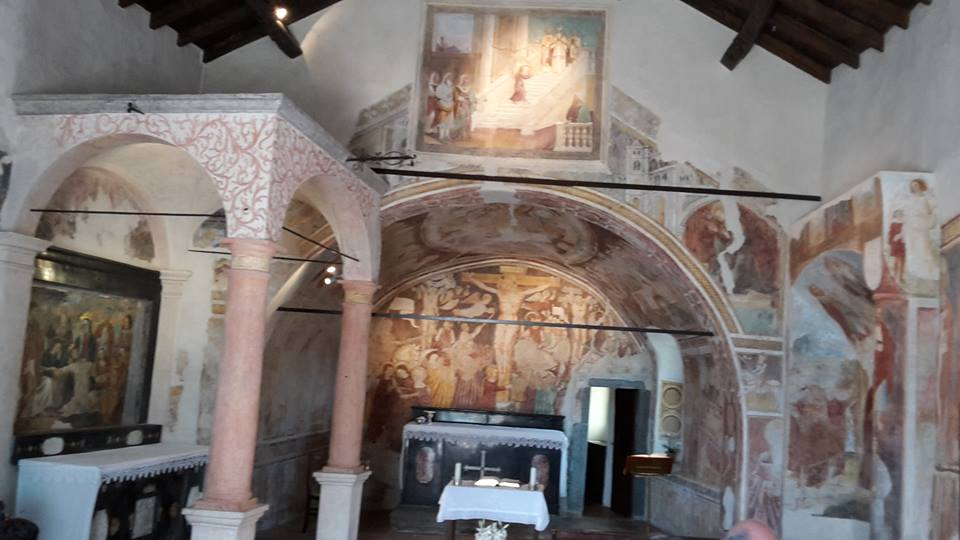
Interno della chiesa di San Lorenzo Vecchio

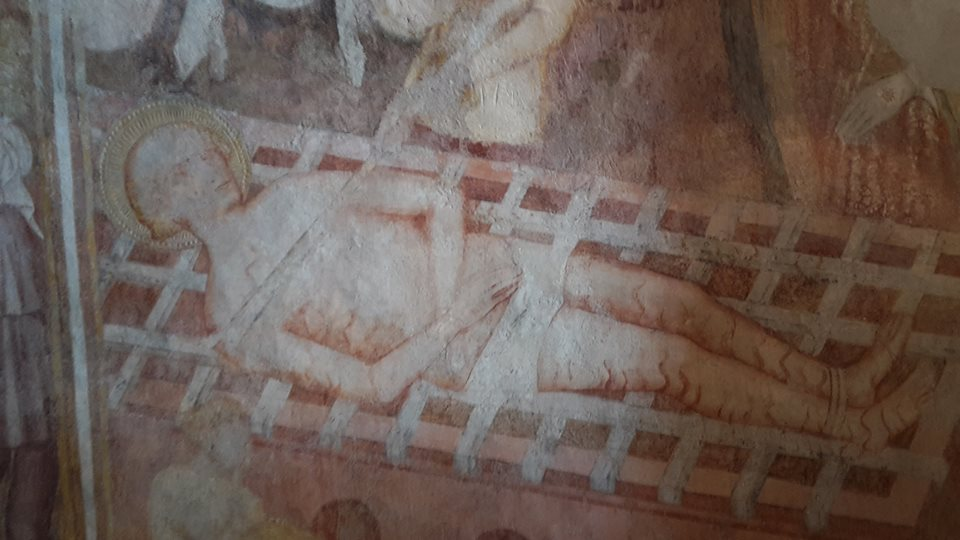
Affresco raffigurante San Lorenzo alla graticola

### Architetture religiose
Chiesa di San Lorenzo Vecchio
Ha una struttura architettonica che mostra forme tipiche della prima metà del XII secolo benché le prime attestazioni riscontrabili nelle carte medievali risalgono agli inizi del secolo XIV. Edificio a navata unica rettangolare con abside trapezoidale, copertura lignea a vista e campanile con monofora in tufo, la vecchia chiesa di S. Lorenzo ha subito numerosi interventi nel corso delle varie epoche tra cui spiccano i due altari laterali. Pregevoli le decorazioni ad affresco interne, recentemente restaurate, che risalgono ai secoli XIV, XV, XVI e XVII: San Lorenzo, San Sebastiano e il Cristo Pantocratore presso il presbiterio; San Lorenzo alla graticola e una Crocifissione presso la parete sud.

#### Chiesa di San Lorenzo Martire
Si tratta della chiesa parrocchiale della frazione ed è posta di fronte alla chiesa di San Lorenzo Vecchio.
Chiesa di San Carlo

### Architetture militari

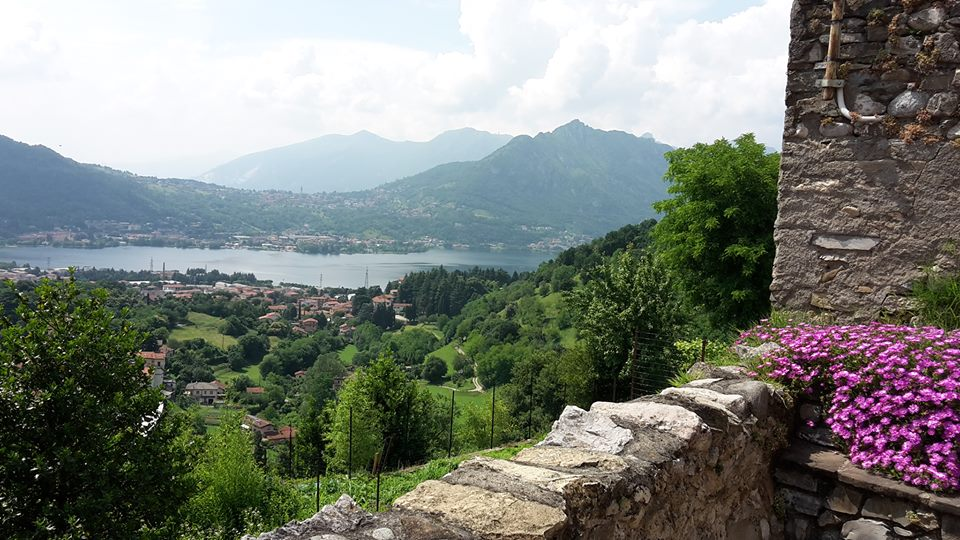
Vista sul lago dal Castello

Castello di Rossino
Si tratta di un maniero di origine alto-medioevale che fu una delle fortezze della potente famiglia Benaglio, signori della Val San Martino. Il castello nel corso dei secoli ha perso gran parte del suo originale aspetto a sei torri (di cui ne sopravvivono solo due) ed oggi offre una parte per ricevimenti, matrimoni, pranzi pur mantenendo una zona come residenza privata.